# خوان غوميز ميدينا
خوان غوميز ميدينا (بالإسبانية: Juan Gómez Medina)‏ (9 فبراير 1992 في تشيلي - ) هو لاعب كرة قدم تشيلي في مركز الدفاع. لعب مع نادي أوهيجينس وIndependiente de Cauquenes ‏.

## وصلات خارجية
- خوان غوميز ميدينا على موقع قاعدة بيانات كرة القدم.إي يو (الإنجليزية)